# Barbacs
Barbacs es un pueblo en el distrito de Csorna, dentro del condado de Győr-Moson-Sopron, Hungría.

## Demografía
Según el censo de 2019, su población era de 776 habitantes.
| 760        | 739 | 776 |
| (Fuente: ) |     |     |

## Alcaldes
- 1990–1994: Kurcsics Ernő[5]
- 1994–1998: Kurcsics Ernő[6]
- 1998–2002: Vámos Sándor[7]
- 2002–2006: Herczeg Tihamér[8]
- 2006–2010: Giczi András[9]
- 2010–2014: Giczi András[10]
- 2014–2016: Giczi András[11]
- 2016–2019: Abdai Zsolt[12]
- 2019-: Abdai Zsol[13]